# Cavalleria rusticana
Cavalleria rusticana (Sizilianische Bauernehre) ist eine Oper in einem Akt von Pietro Mascagni. Als literarische Vorlage diente die gleichnamige Erzählung von Giovanni Verga aus der Novellensammlung Sizilianische Novellen. Das Libretto stammt von Giovanni Verga, Giovanni Targioni-Tozzetti und Guido Menasci. Die Uraufführung im Teatro dell’Opera di Roma (damals Teatro Costanzi) fand am 17. Mai 1890 unter der Leitung von Leopoldo Mugnone mit den Solisten Gemma Bellincioni (Santuzza), Roberto Stagno (Turiddu), Federica Casali (Lucia), Gaudenzio Salassa (Alfio) und Annetta Gulì (Lola) statt. Die Spieldauer der Oper beträgt etwa 70 Minuten. Stilistisch gehört die Oper zum Verismo.
Die Oper erhielt den ersten Preis bei einem Einakterwettbewerb des Verlages Casa Musicale Sonzogno mit insgesamt 73 Einsendungen und fand innerhalb von zwei Jahren weltweite Verbreitung – ein einmaliger Vorgang in der Geschichte der Oper.
Um eine abendfüllende Aufführungsdauer zu erreichen, wird die Cavalleria häufig mit der zwei Akte umfassenden, ebenfalls veristischen Oper Pagliacci (Der Bajazzo, wörtlich Bajazzi oder Clowns) von Ruggero Leoncavallo verbunden, d. h., die eine Oper wird vor der Theaterpause, die andere nach der Pause gespielt.

## Handlung

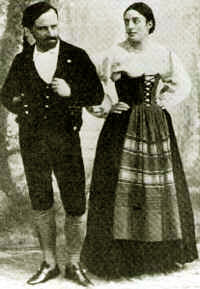
Gemma Bellincioni und ihr Ehemann Roberto Stagno als Santuzza und Turiddu bei der Uraufführung (1890)

Die Oper spielt in einem sizilianischen Dorf am Ostermorgen. Die Bauern begrüßen einander fröhlich vor der Kirche. Nur Santuzza ist traurig und unruhig. Sie fragt Lucia, wo deren Sohn Turiddu, ihr Geliebter, sei. Er hat sich wieder von Lola, der Frau des Fuhrmanns Alfio, umgarnen lassen, und Santuzza will Turiddu abends im Dorf gesehen haben, obwohl er vorgeblich zum Weinkaufen in Francofonte war. Alfio kehrt von einer Reise zurück und freut sich auf das Wiedersehen mit seinem „treuen Weibchen“. Als er gegangen ist, klagt Santuzza der alten Lucia ihr Leid. Alle gehen in die Kirche, nur Santuzza wartet auf Turiddu. Er aber beachtet ihre Bitten und eifersüchtigen Vorwürfe gar nicht, er ist ganz gebannt von Lola, die mit einem koketten Liedchen vor der Kirche tänzelt. Turiddu will ihr folgen, Santuzza stellt sich in den Weg, bittet, droht, fleht um seine Liebe.
Aber Turiddu sieht das Problem nicht darin, dass er sie zutiefst verletzt, entehrt und dann „weggeworfen“ hat, sondern nur in Santuzza selbst, dass sie dies nicht einfach hinnimmt. Wütend wirft er sie zu Boden und eilt in die Kirche, Lola nach. Jetzt schlägt Santuzzas leidenschaftliche Liebe in leidenschaftlichen Hass und Rachedurst um. Außer sich, schleudert sie ihm einen Fluch nach, und als Alfio gerade vorbeikommt, öffnet sie ihm die Augen über die Untreue seiner Frau.
Einige Minuten bleibt die Szene leer: ein Intermezzo sinfonico des Orchesters symbolisiert den Osterfrieden der frommen Kirchgänger. Die Messe ist zu Ende. Die Leute treffen sich im Wirtshaus. Turiddu lädt sie zu einem Umtrunk ein. Als Alfio eintrifft und Turiddu zur Rede stellt, beißt dieser Alfio schließlich ins Ohr. Alle Bauern wissen sofort, was das nach altem Brauch bedeutet: Kampf auf Leben und Tod, ein Duell. Diese Herausforderung ist ganz in Alfios Sinne, der einem unerbittlichen bäuerlichen Ehrenkodex anhängt.
Turiddu erklärt seiner Mutter, er habe zu viel Wein getrunken und müsse an die frische Luft. Er nimmt Abschied, erbittet ihren Segen und befiehlt Santuzza ihrem Schutz. Dann eilt er hinaus. Santuzza stürzt sich verzweifelt in die Arme seiner Mutter Lucia. Es folgen Augenblicke aufwühlender Spannung, bis ein entsetzter Frauenschrei verkündet: „Sie haben Gevatter Turiddu umgebracht!“

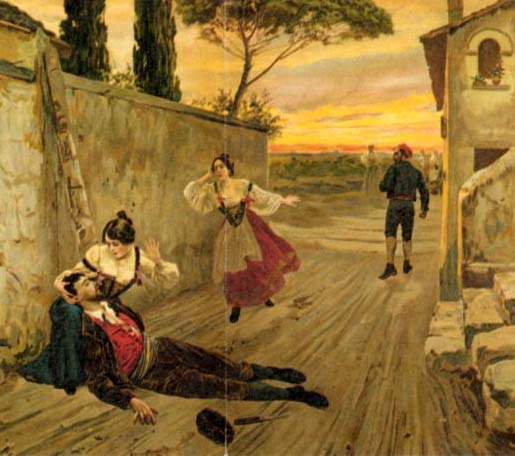
Illustration der Kurzgeschichte um 1880

## Verismus oder Melodramatik?
Im Gegensatz zur erzählerisch kühlen veristischen Vorlage Vergas wird am Ende der Oper Santuzza – dem Wunsch Turiddus entsprechend – von seiner Mutter quasi als Tochter angenommen. Das veristische Moment bleibt angesichts dieses melodramatischen Schlusses weitgehend auf das Sujet der Oper beschränkt, dessen Rohheit früher als „nicht kunstfähig“ beurteilt worden wäre. Auch fehlt bis auf einige sizilianische Rhythmen weitgehend das Lokalkolorit. Die exzessive romantische Steigerung der Melodramatik am Schluss der Oper wird heute paradoxerweise als Verismus interpretiert. Veristisch sind jedoch gewisse dramaturgische Elemente: Die Arie geht der Katastrophe voran und ist nicht deren lyrischer Widerschein; die Dialoge werden durch Auseinandersetzungen unterbrochen, die Zuschauer erfahren nicht von Lola und Turiddu, dass diese ein Paar sind, sondern von Santuzza.

## Verfilmungen
- 1953: Sizilianische Leidenschaft (Cavalleria rusticana) – Regie: Carmine Gallone
- 1968: Cavalleria rusticana – Dirigent: Herbert von Karajan[2]
- 1981: Der Bajazzo/Cavalleria rusticana (Cavalleria rusticana) – Regie: Franco Zeffirelli, Hauptrollen: Elena Obraztsova, Plácido Domingo und Renato Bruson

## Adaptionen
Die Cavalleria Rusticana wird von Francis Ford Coppola in vielen Bildern und Handlungen des dritten und letzten Teils der Mafia-Trilogie Der Pate zitiert. Weiterhin wurde das Intermezzo für den Spielfilm Wie ein wilder Stier von Martin Scorsese verwendet.

## Klavierauszug
- Cavalleria rusticana = Sicilianische Bauernehre. Melodram in einem Aufzug. Dem gleichnamigen Volksstück von G. Verga entnommen von Giovanni Targioni-Tozzetti und Guido Menasci. Mit Benutzung der Übersetzung von Oscar Berggruen für die deutschen Bühnen bearbeitet. Bote & Bock, Berlin [1890] (Digitalisat im Internet Archive)
- Intermezzo sinfonico. Klavierauszug von Carlotta Ferrari (1831–1907). Edition Kemel, Niedernhausen (Idstein) 2016